# Vilallonga de Ter

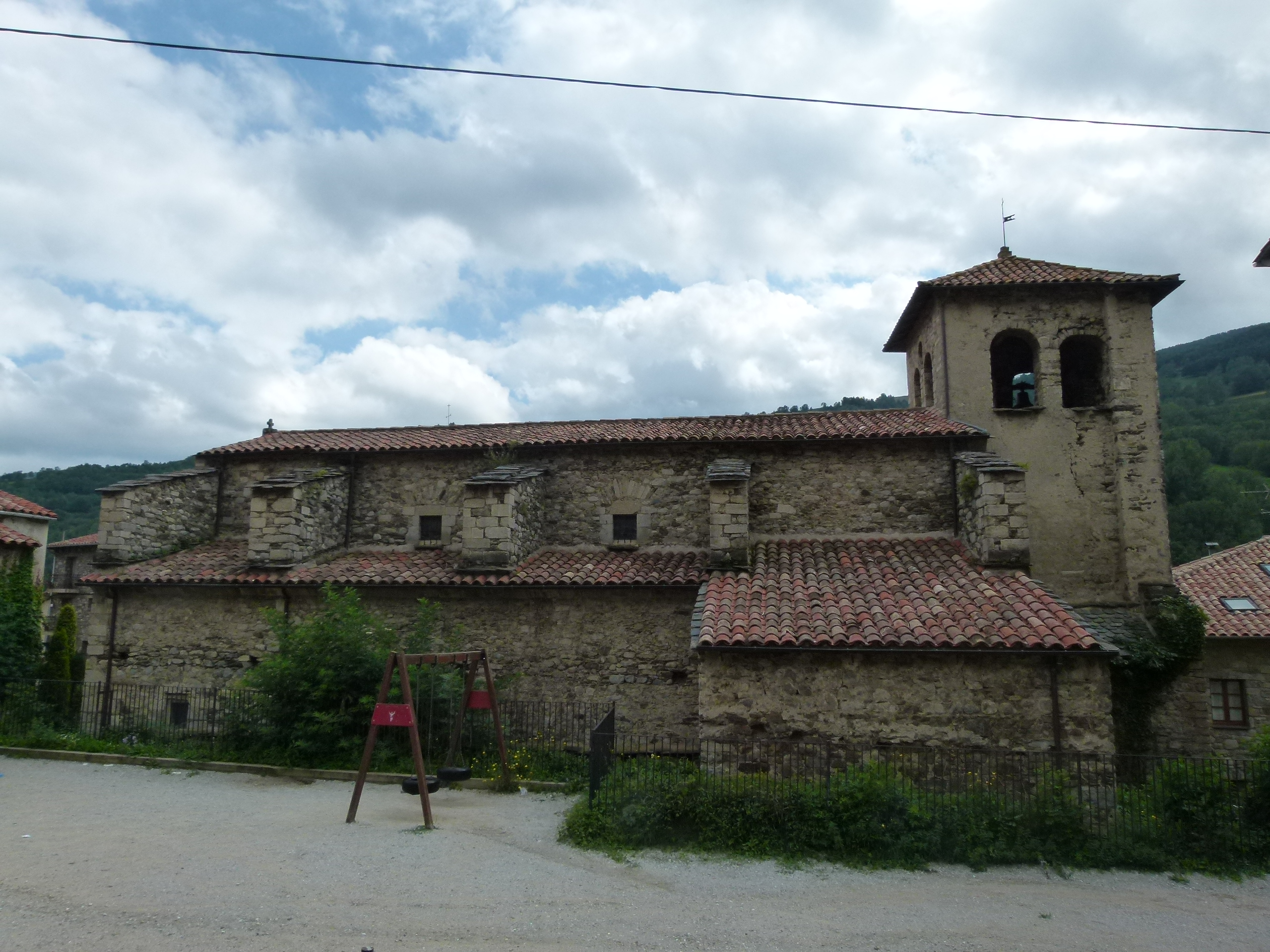
Kerk van Vilallonga de Ter

Vilallonga de Ter is een gemeente in de Spaanse provincie Girona in de regio Catalonië met een oppervlakte van 64 km². Vilallonga de Ter telt 400 inwoners (1 januari 2016).

## Demografische ontwikkeling
Bron: INE, 1857-2011: volkstellingen
Opm.: In 1857 werd de gemeente Tregurà aangehecht